# Cherry Valley (wieś)
Cherry Valley – wieś w Stanach Zjednoczonych, w stanie Nowy Jork, w hrabstwie Otsego.